# Axel Gard
Axel Fredrik Gard, född 11 juli 1873 i Lofta församling, Kalmar län, död 3 mars 1948 i Katarina församling, Stockholm, var en svensk advokat.
Axel Gard var son till lantbrukaren Carl Fredrik Pettersson. Han avlade juridisk-filosofisk examen 1894 och juris utriusque kandidatexamen vid Uppsala universitet 1901 samt blev extraordinarie amanuens i Kammarkollegium samma år men övergick kort därefter till advokatverksamhet. Från 1941 var Gard delägare i advokatfirman Lidforss & Levy i Stockholm. Han intog en framskjuten plats i olika liberala föreningar, bland annat som ordförande i Föreningen Verdandi 1900–1901, i föreningen Studenter och arbetare i Uppsala 1896–1900 och motsvarande förening i Stockholm 1902–1912. 1898–1900 var Gard föreståndare för Uppsala arbetareinstitut, och från 1916 var han ordförande i Södermalms arbetareinstitut i Stockholm. Från 1918 var han VD för föreningen Söderhem och föreståndare för dess ungkarlshotell. Gard nedlade ett betydande arbete inom kooperationen, särskilt som ombudsman i Kooperativa Förbundet 1911–1925 och i dettas företag Försäkringsanstalterna Folket-Samarbete från 1911. Han var ledamot av förvaltningsrådet i Konsumtionsföreningen Stockholm med omnejd från dennas tillblivelse 1916 till 1938. Gard är begravd på Sandsborgskyrkogården i Stockholm.